# Peter Wilson (ur. 1996)
Peter Wilson (ur. 9 października 1996 w Monrovii) – liberyjsko-szwedzki piłkarz występujący na pozycji napastnika w Oakland Roots SC  oraz w reprezentacji Liberii.

## Kariera klubowa
Grę w piłkę nożną rozpoczął w wieku 8 lat w szkółce klubu GIF Sundsvall. Przed sezonem 2015 został włączony do składu pierwszego zespołu. 26 kwietnia 2015 zadebiutował w Allsvenskan w przegranym 0:2 spotkaniu z Djurgårdens IF. W sezonie 2016 rozpoczął regularne występy. Po sezonie 2019, w którym GIF Sundsvall spadło do Superettan, nie przedłużył wygasającej umowy. Ogółem w latach 2015–2019 rozegrał dla tego klubu 93 ligowe mecze, w których zdobył 19 goli i zaliczył 8 asyst.
W styczniu 2020 roku został oficjalnie piłkarzem Sheriffa Tyraspol, z którym podpisał dwuletni kontrakt. Z powodu zawieszenia rozgrywek sportowych, spowodowanego wybuchem pandemii COVID-19, przez pierwszą część 2020 roku trenował głównie indywidualnie. 3 lipca 2020 zaliczył pierwszy występ w Divizia Națională w wygranym 2:0 meczu ze Speranțą Nisporeni. Łącznie rozegrał w barwach Sheriffa 17 ligowych spotkań, w których zdobył 7 bramek. Po zakończeniu rundy jesiennej sezonu 2020/21 na własną prośbę odszedł z zespołu. W lutym 2021 roku jako wolny agent podpisał pięciomiesięczną umowę z Podbeskidziem Bielsko-Biała, prowadzonym przez Roberta Kasperczyka.

## Kariera reprezentacyjna

### Szwecja U-20
W październiku 2016 roku Wilson rozegrał dwa towarzyskie mecze w reprezentacji Szwecji U-20 przeciwko Finlandii (2:1) oraz Danii (0:1).

### Liberia
W 2019 roku, po dwóch latach pertraktacji, wyraził chęć gry w reprezentacji Liberii. 9 października tegoż roku zadebiutował w seniorskiej reprezentacji tego kraju w wygranym 1:0 meczu z Czadem w kwalifikacjach Pucharu Narodów Afryki 2021. W spotkaniu tym pojawił się on na boisku w 84. minucie, zastępując Kpaha Shermana.

## Życie prywatne
Urodził się w 1996 roku w stolicy Liberii Monrovii. Z powodu trwającej w tym kraju wojny domowej w 1999 roku wyemigrował z matką i siostrą do Bredsand w Szwecji i z czasem nabył tamtejsze obywatelstwo.